# Station Saint-Germain - Saint-Rémy
Station Saint-Germain - Saint-Rémy is een spoorwegstation van de Franse gemeente Saint-Germain-sur-Avre in het departement Eure op de grens met de gemeente Saint-Rémy-sur-Avre in het departement Eure-et-Loir.